# Leucadendron laureolum
Leucadendron laureolum là một loài thực vật có hoa trong họ Quắn hoa. Loài này được Fourc. miêu tả khoa học đầu tiên năm 1932.